# Kikki Danielsson
Ann-Kristin Danielsson, más conocida como Kikki Danielsson (Osby, 10 de mayo de 1952) es una cantante sueca.
Comenzó su carrera musical con el grupo Wizex en 1973, junto a los cuales participó en el Melodifestivalen 1978. Aunque abandonó la formación en 1982, participó en el mismo festival como parte del grupo Chips en 1980. Ya fuera de Wizex, volvió a participar con Chips en 1982, con el tema Dag efter dag, participando por tanto en el Festival de Eurovisión del mismo año, quedando en 8.º lugar. Ya en solitario, volvería a ganar el Melodifestivalen en 1985 con el tema Bra vibrationer, acudiendo al eurofestival con esta canción y clasificándose en 3.ª posición.
Durante la década de los '80 varios de sus trabajos ocuparon los primeros puestos de los temas más vendidos (como "Papaya Coconut"). Igualmente, trabajó como presentadora de radio y televisión en Estados Unidos. Durante varios años estuvo apartada del mundo de la música debido a sus problemas con el alcoholismo.
Hasta 2002, año en el que participó por antepenúltima vez en el Melodifestivalen, ha presentado ocho temas, tanto en solitario como formando parte de un grupo.
Su última participación en el Melodifestivalen fue en 2018 con la canción "Osby Tennessee".

## Discografía

### Álbumes
- Rock'n Yodel (1979)
- Just Like a Woman (1981)
- Kikki (1982)
- Varför är kärleken röd? (1983)
- Singles Bar (1983)
- Midnight Sunshine (1984)
- Kikkis 15 bästa låtar (1984)
- Bra vibrationer (1985)
- Papaya Coconut (1986)
- Min barndoms jular (1987)
- Canzone d'Amore (1989)
- På begäran (1990)
- Vägen hem till dej (1991)
- In Country (1992)
- Jag ska aldrig lämna dig (1993)
- På begäran 2 (1994)
- Långt bortom bergen (1997)
- I mitt hjärta (1999)
- 100% Kikki (2001)
- Fri - En samling (2001)
- Nu är det advent (2001)
- I dag & i morgon (2006)
- Kikkis bästa (2008)
- Första dagen på resten av mitt liv (2011)
- Postcard from a Painted Lady (2015)
- Christmas Card from a Painted Lady (2016)
- Portrait of a Painted Lady (2017)